# 张骥翼
张骥翼（1962年4月11日—），河北围场人，汉族，中国共产党党员。中华人民共和国政治人物、第十三届全国人民代表大会内蒙古地区代表、中国铁路呼和浩特局集团有限公司董事长。

## 生平
2018年2月24日，当选为第十三届全国人大代表。